# Giải Grammy cho album giọng pop xuất sắc nhất
Giải Grammy cho album giọng pop xuất sắc nhất là một giải thưởng được trao trong lễ trao giải Grammy để tôn vinh các album nhạc pop chất lượng, liên quan đến doanh số bán được hay vị trí trên các bảng xếp hạng. Những đề cử và người thắng giải được lựa chọn bởi Viện hàn lâm Khoa học và Nghệ thuật Thu âm Quốc gia.
Giải lần đầu tiên vào năm 1968 với tên gọi album đương đại xuất sắc nhất cho album Sgt. Pepper's Lonely Hearts Club Band của The Beatles. Tuy nhiên giải thưởng này bị gián đoạn và bắt đầu trao lại từ năm 1995 với tên là album nhạc pop xuất sắc nhất. Cho tới năm 2001, giải thưởng được đặt tên album giọng pop xuất sắc nhất.
Adele, Kelly Clarkson và Taylor Swift là những nghệ sĩ duy nhất đạt được giải thưởng này quá một lần, và Clarkson là người đầu tiên giành được giải hai lần. Clarkson dẫn đầu tất cả các nghệ sĩ với sáu đề cử.

## Danh sách thắng cử
| Năm[I] | Nghệ sĩ thắng cử    | Album                                    | Đề cử khác | Nguồn  |
| ------ | ------------------- | ---------------------------------------- | --- | ------ |

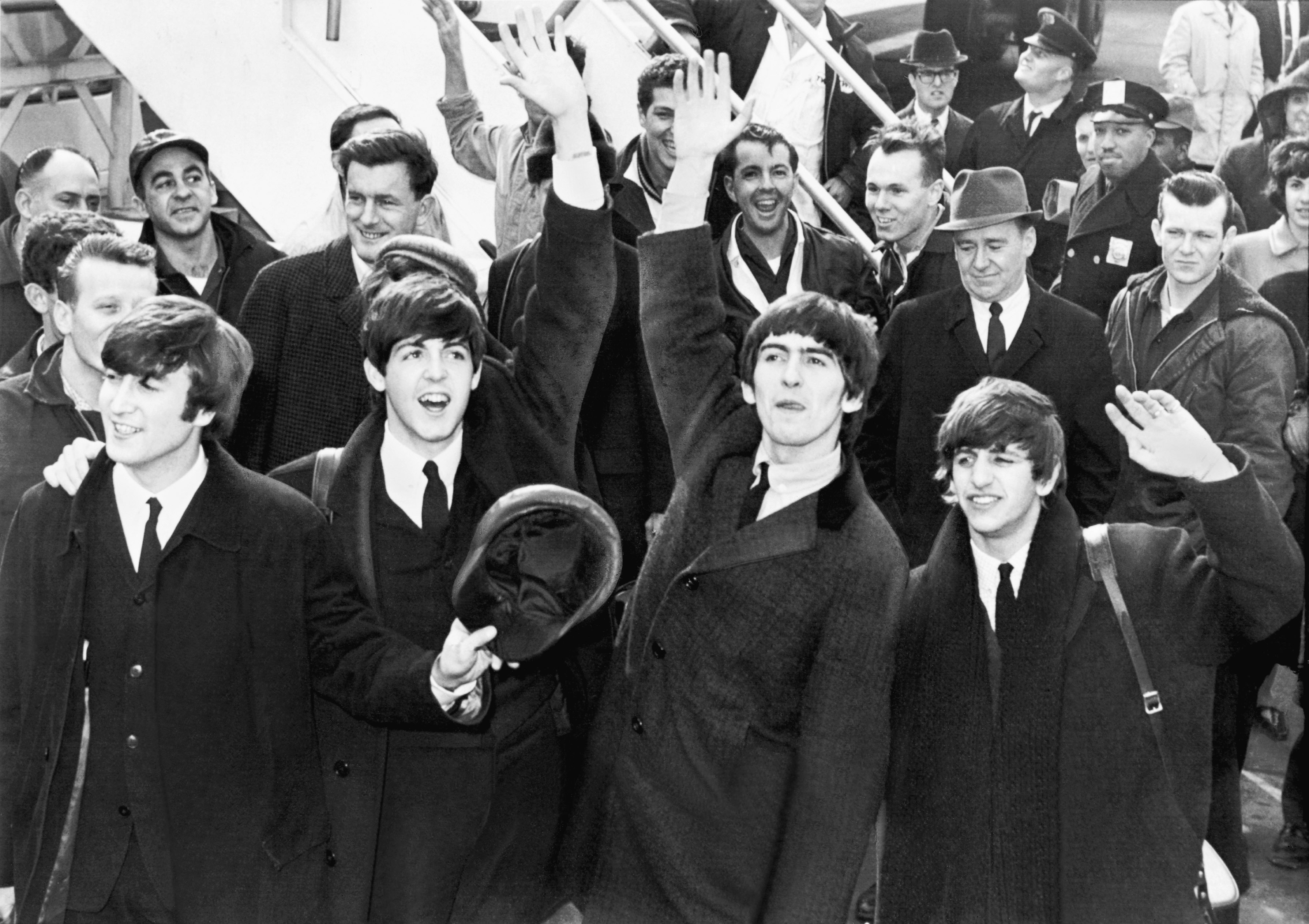
The Beatles thắng giải Album đương đại xuất sắc nhất năm 1968 với Sgt. Pepper's Lonely Hearts Club Band, album sau đó cũng giành giải Album của năm.

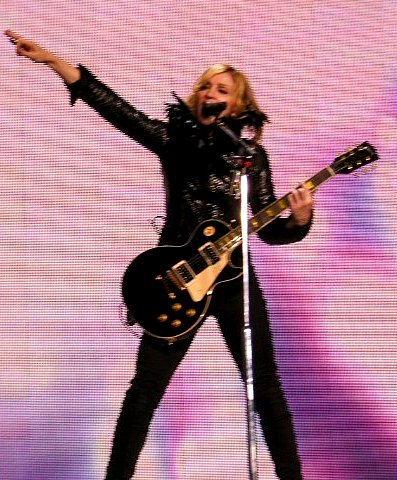
Madonna, nghệ sĩ thắng cử năm 1999.

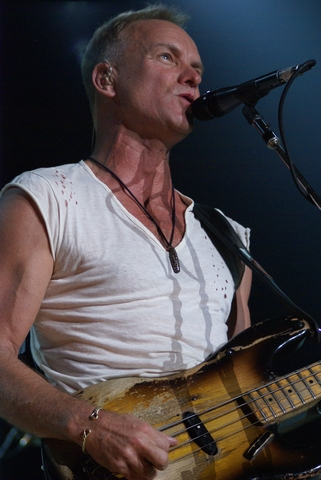
Sting, nghệ sĩ thắng cử năm 2000

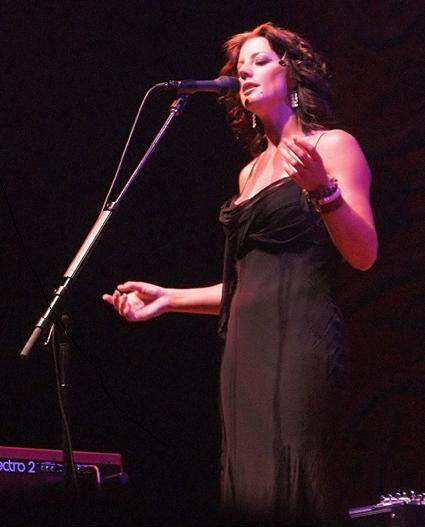
Sarah McLachlan, 3 lần được đề cử nhưng không lần nào thắng cử

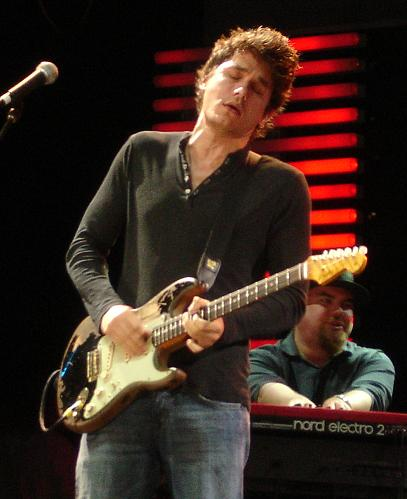
John Mayer, thắng cử năm 2007

Lady Gaga, thắng cử năm 2011

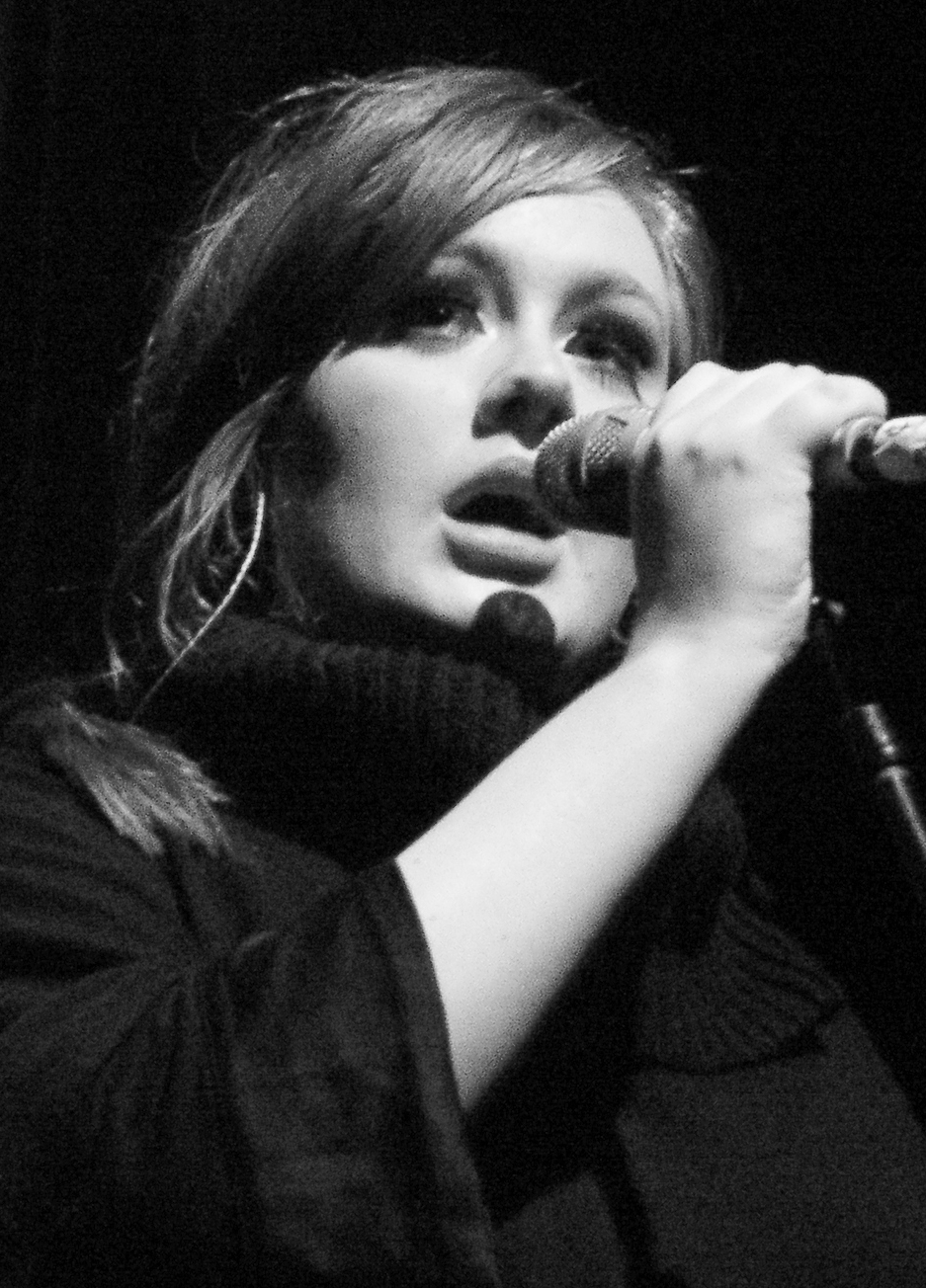
Adele, thắng cử năm 2012.

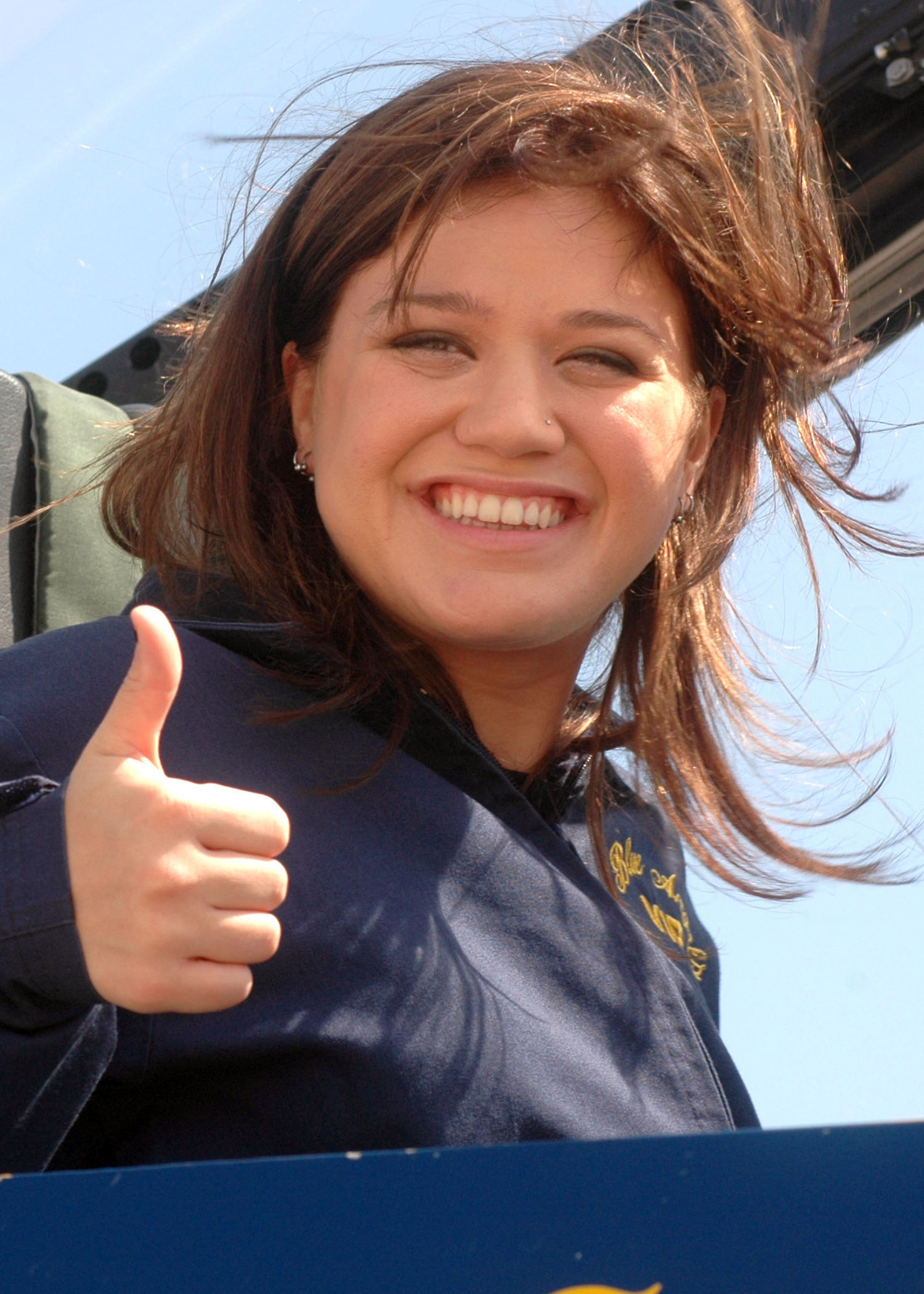
Kelly Clarkson thắng giải hai lần.

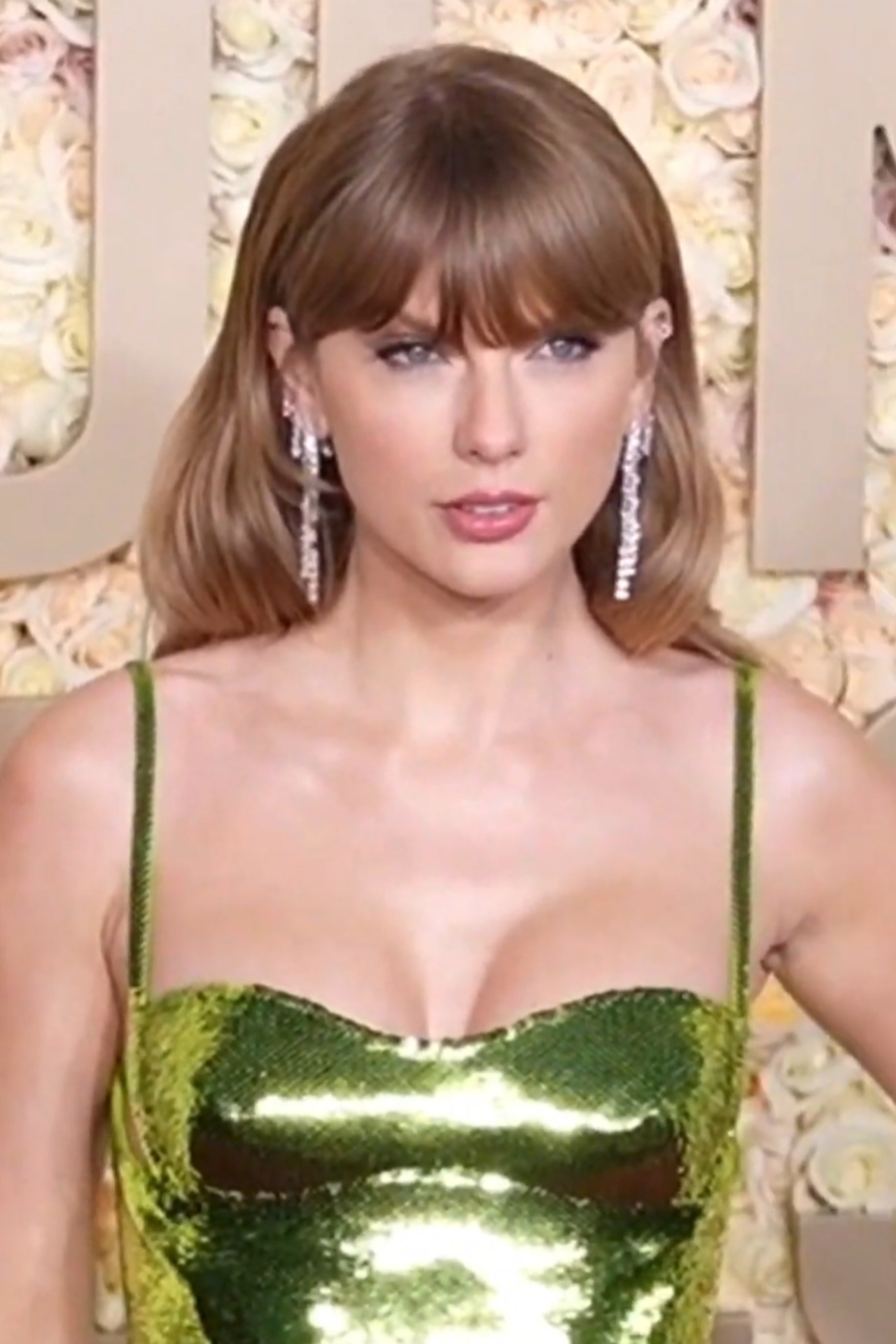
Taylor Swift thắng giải hai lần.

| 1968   | The Beatles         | Sgt. Pepper's Lonely Hearts Club Band    | - Vikki Carr – It Must Be Him - Bobbie Gentry – Ode to Billie Joe - The 5th Dimension – Up, Up and Away - The Association – Insight Out                                            | [ 4 ]  |
| 1995   | Bonnie Raitt        | Longing in Their Hearts                  | - Ace of Base – The Sign - José Carreras, Plácido Domingo và Luciano Pavarotti cùng Zubin Mehta – The Three Tenors in Concert 1994 - Lyle Lovett – I Love Everybody - Seal – Seal  | [ 5 ]  |
| 1996   | Joni Mitchell       | Turbulent Indigo                         | - Mariah Carey – Daydream - Eagles – Hell Freezes Over - Annie Lennox – Medusa - Madonna – Bedtime Stories                                                                         | [ 6 ]  |
| 1997   | Celine Dion         | Falling into You                         | - Toni Braxton – Secrets - Tracy Chapman – New Beginning - Shawn Colvin – A Few Small Repairs - Sting – Mercury Falling                                                            | [ 7 ]  |
| 1998   | James Taylor        | Hourglass                                | - Paula Cole – This Fire - Fleetwood Mac – The Dance - Jamiroquai – Travelling Without Moving - Sarah McLachlan – Surfacing                                                        | [ 8 ]  |
| 1999   | Madonna             | Ray of Light                             | - Eric Clapton – Pilgrim - Celine Dion – Let's Talk About Love - Natalie Imbruglia – Left of the Middle - Brian Setzer Orchestra – The Dirty Boogie                                | [ 9 ]  |
| 2000   | Sting               | Brand New Day                            | - Backstreet Boys – Millennium - Cher – Believe - Ricky Martin – Ricky Martin - Sarah McLachlan – Mirrorball                                                                       | [ 10 ] |
| 2001   | Steely Dan          | Two Against Nature                       | - Don Henley – Inside Job - Madonna – Music - 'N Sync – No Strings Attached - Britney Spears – Oops!... I Did It Again                                                             | [ 11 ] |
| 2002   | Sade                | Lovers Rock                              | - Nelly Furtado – Whoa, Nelly! - Janet Jackson – All for You - Elton John – Songs from the West Coast - 'N Sync – Celebrity                                                        | [ 12 ] |
| 2003   | Norah Jones         | Come Away with Me                        | - Avril Lavigne – Let Go - No Doubt – Rock Steady - Pink – Missundaztood - Britney Spears – Britney                                                                                | [ 13 ] |
| 2004   | Justin Timberlake   | Justified                                | - Christina Aguilera – Stripped - George Harrison – Brainwashed - Annie Lennox – Bare - Michael McDonald – Motown                                                                  | [ 14 ] |
| 2005   | Ray Charles         | Genius Loves Company                     | - Norah Jones – Feels like Home - Sarah McLachlan – Afterglow - Joss Stone – Mind Body & Soul - Brian Wilson – Smile                                                               | [ 15 ] |
| 2006   | Kelly Clarkson      | Breakaway                                | - Fiona Apple – Extraordinary Machine - Sheryl Crow – Wildflower - Paul McCartney – Chaos and Creation in the Backyard - Gwen Stefani – Love. Angel. Music. Baby.                  | [ 16 ] |
| 2007   | John Mayer          | Continuum                                | - Christina Aguilera – Back to Basics - James Blunt – Back to Bedlam - Elvis Costello và Allen Toussaint – The River in Reverse - Justin Timberlake – Future Sex/Love Sounds       | [ 17 ] |
| 2008   | Amy Winehouse       | Back to Black                            | - Bon Jovi – Lost Highway - Feist – The Reminder - Maroon 5 – It Won't Be Soon Before Long - Paul McCartney – Memory Almost Full                                                   | [ 18 ] |
| 2009   | Duffy               | Rockferry                                | - Sheryl Crow – Detours - Eagles – Long Road out of Eden - Leona Lewis – Spirit - James Taylor – Covers                                                                            | [ 19 ] |
| 2010   | The Black Eyed Peas | The E.N.D.                               | - Colbie Caillat – Breakthrough - Kelly Clarkson – All I Ever Wanted - The Fray – The Fray - Pink – Funhouse                                                                       | [ 20 ] |
| 2011   | Lady Gaga           | The Fame Monster                         | - Justin Bieber – My World 2.0 - Susan Boyle – I Dreamed a Dream - John Mayer – Battle Studies - Katy Perry – Teenage Dream                                                        | [ 21 ] |
| 2012   | Adele               | 21                                       | - Bruno Mars – Doo-Wops & Hooligans - Cee Lo Green – The Lady Killer - Lady Gaga – Born This Way - Rihanna – Loud                                                                  | [ 22 ] |
| 2013   | Kelly Clarkson      | Stronger                                 | - Florence and the Machine – Ceremonials - Fun – Some Nights - Maroon 5 – Overexposed - Pink – The Truth About Love                                                                | [ 23 ] |
| 2014   | Bruno Mars          | Unorthodox Jukebox                       | - Lana Del Rey – Paradise - Lorde – Pure Heroine - Robin Thicke – Blurred Lines - Justin Timberlake – The 20/20 Experience – The Complete Experience                               | [ 23 ] |
| 2015   | Sam Smith           | In the Lonely Hour                       | - Ariana Grande - My Everything - Coldplay – Ghost Stories - Ed Sheeran – X - Katy Perry – Prism - Miley Cyrus – Bangerz                                                           | [ 24 ] |
| 2016   | Taylor Swift        | 1989                                     | - Kelly Clarkson – Piece By Piece - Florence + the Machine – How Big, How Blue, How Beautiful - Mark Ronson – Uptown Special - James Taylor – Before This World                    | [ 25 ] |
| 2017   | Adele               | 25                                       | - Justin Bieber – Purpose - Ariana Grande – Dangerous Woman - Demi Lovato – Confident - Sia – This Is Acting                                                                       | [ 26 ] |
| 2018   | Ed Sheeran          | ÷                                        | - Coldplay – Kaleidoscope EP - Lana Del Rey – Lust for Life - Imagine Dragons – Evolve - Kesha – Rainbow - Lady Gaga – Joanne                                                      | [ 27 ] |
| 2019   | Ariana Grande       | Sweetener                                | - Camila Cabello – Camila - Kelly Clarkson – Meaning of Life - Shawn Mendes – Shawn Mendes - Pink – Beautiful Trauma - Taylor Swift – Reputation                                   | [ 28 ] |
| 2020   | Billie Eilish       | When We All Fall Asleep, Where Do We Go? | - Beyoncé – The Lion King: The Gift - Ariana Grande – Thank U, Next - Ed Sheeran – No.6 Collaborations Project - Taylor Swift – Lover                                              | [ 29 ] |
| 2021   | Dua Lipa            | Future Nostalgia                         | - Justin Bieber – Changes - Lady Gaga – Chromatica - Harry Styles – Fine Line - Taylor Swift – Folklore                                                                            | [ 30 ] |
| 2022   | Olivia Rodrigo      | Sour                                     | - Justin Bieber – Justice (Triple Chucks Deluxe) - Doja Cat – Planet Her (Deluxe) - Billie Eilish – Happier Than Ever - Ariana Grande – Positions                                  | [ 31 ] |
| 2023   | Harry Styles        | Harry's House                            | - ABBA – Voyage - Adele – 30 - Coldplay – Music Of The Spheres - Lizzo – Special                                                                                                   | [ 32 ] |
| 2024   | Taylor Swift        | Midnights                                | - Kelly Clarkson – Chemistry - Miley Cyrus – Endless Summer Vacation - Olivia Rodrigo – Guts - Ed Sheeran – −                                                                      | [ 33 ] |
| 2025   | Sabrina Carpenter   | Short n' Sweet                           | - Billie Eilish – Hit Me Hard and Soft - Ariana Grande – Eternal Sunshine - Chappell Roan – The Rise and Fall of a Midwest Princess - Taylor Swift – The Tortured Poets Department | [ 34 ] |

^[I]  Các năm thắng giải đều được liên kết với lễ trao giải Grammy năm đó.

## Nhiều giải nhất
2 giải
- Adele
- Kelly Clarkson
- Taylor Swift

## Nhiều đề cử nhất
| 5 đề cử - Justin Timberlake (2 đề cử với NSYNC) 4 đề cử - Kelly Clarkson 3 đề cử - Don Henley - Lady Gaga - Madonna - Paul McCartney (1 đề cử với The Beatles) - Sarah McLachlan - Pink - James Taylor | 2 đề cử - Adele - Christina Aguilera - Justin Bieber - Coldplay - Sheryl Crow - Lana Del Rey - Celine Dion - Eagles - Florence and the Machine - Ariana Grande - George Harrison (1 đề cử với The Beatles) - Norah Jones - Annie Lennox - Maroon 5 - Bruno Mars - John Mayer - NSYNC - Katy Perry - Ed Sheeran - Britney Spears - Gwen Stefani - Sting |